# Зворотне посилання
Зворотне посилання — це посилання з іншого вебсайту (реферера) на даний веб-ресурс (референт). Веб-ресурсом може бути (наприклад) вебсайт, вебсторінка або вебкаталог.
Зворотне посилання — це посилання, яке можна порівняти з цитуванням. Кількість, якість і релевантність зворотних посилань на вебсторінку є одними з факторів, які пошукові системи, такі як Google, оцінюють, щоб визначити, наскільки важливою є сторінка. PageRank обчислює оцінку для кожної веб-сторінки на основі того, як всі веб-сторінки пов'язані між собою, і є однією зі змінних, які Пошук Google використовує для визначення того, наскільки високо веб-сторінка повинна знаходитися в результатах пошуку . Також було досліджено і впроваджено тематичний рейтинг сторінок, який надає більшої ваги зворотним посиланням, що надходять зі сторінок тієї ж тематики, що й цільова сторінка.

## Зворотні посилання та пошукові системи
Пошукові системи часто використовують кількість зворотних посилань на веб-сайт як один з найважливіших факторів для визначення його рейтингу, популярності та важливості в пошуковій системі. В описі системи PageRank компанії Google (січень 1998 року), наприклад, зазначалося, що «Google інтерпретує посилання зі сторінки А на сторінку Б як голос сторінки А за сторінку Б». Знання про цю форму ранжування в пошукових системах сприяло розвитку частини індустрії пошукової оптимізації (SEO), яку зазвичай називають спамом посилань, коли компанія намагається розмістити якомога більше вхідних посилань на свій сайт, незалежно від контексту сайту, з якого вони походять. У січні 2017 року Google випустив оновлення Penguin 4, яке знецінило таку практику посилального спаму.
Веб-сайти часто використовують методи SEO для збільшення кількості зворотних посилань, що вказують на їхній сайт. Деякі методи є безкоштовними для всіх, тоді як інші, такі як лінкбейтинг, вимагають певного планування та маркетингу, щоб спрацювали. Існують також платні методи збільшення кількості зворотних посилань на цільовий сайт. Наприклад, мережі приватних блогів можна використовувати для покупки зворотних посилань. Підраховано, що середня вартість купівлі одного посилання у 2019 році становила $291,55 і $391,55, коли з розрахунку виключили маркетингові блоги.
Існує кілька факторів, які визначають цінність зворотного посилання. Високо цінуються зворотні посилання з авторитетних сайтів з певної тематики. Якщо обидва сайти і сторінки мають контент, орієнтований на дану тему, зворотне посилання вважається релевантним і має сильний вплив на ранжування в пошукових системах веб-сторінки, на яку ставиться зворотне посилання. Іншим важливим фактором є якірний текст зворотного посилання. Якірний текст — це описове маркування гіперпосилання в тому вигляді, в якому воно з'являється на веб-сторінці. Пошукові боти вивчають анкерний текст, щоб оцінити, наскільки він релевантний контенту на веб-сторінці. Зворотні посилання можуть генеруватися за допомогою публікацій, таких як публікації в каталогах, форумах, соціальних закладках, бізнес-переліках, блогах тощо. Відповідність анкерного тексту і контенту веб-сторінки мають велику вагу при ранжируванні веб-сторінки на сторінці результатів пошуку (SERP) за будь-яким ключовим запитом користувача пошукової системи.
Зміни в алгоритмах, які формують рейтинги пошукових систем, можуть посилити увагу до релевантності певної теми. Хоча деякі зворотні посилання можуть бути з джерел, що містять дуже цінні показники, вони також можуть бути не пов'язані із запитом або інтересом споживача. Прикладом цього може бути посилання з популярного блогу про взуття (з цінними показниками) на сайт, що продає вінтажні точилки для олівців. Хоча посилання виглядає цінним, воно мало що дає споживачеві з точки зору релевантності.